# فاسيشت
فاسيشت (بالسنسكريتية: वसिष्ठ)‏، و(بالإنجليزية: Vasishtha)‏، هو واحد من أقدم الريشات أو الحكماء الفيديين وأكثرهم احترامًا، وواحد من السابتاريشيين (الراؤون السبعة الكبار). يُنسب إليه تأليف الماندالا السابعة في الريجفيدا. كانت أفكاره مؤثرة وقد أطلق عليه الفيلسوف الهندي آدي شنكارا لقب "الحكيم الأول لمدرسة فيدانتا".